# María Massip
María Massip (Albacete, 15 de diciembre de 1942-Madrid, 10 de julio de 2002) fue una actriz española.

## Biografía
Cursa estudios en el conservatorio de Arte Dramático y en la Escuela Oficial de Cine, Con tan solo 17 años debuta en teatro. Posteriormente intervendría, entre otros, en los siguientes montajes teatrales: El cerezo y la palmera (1962), de Gerardo Diego; La camisa de Lauro Olmo; Arlequín, servidor de dos amos de Carlo Goldoni; o Los empeños de una casa de Sor Juana Inés de la Cruz y la que sería su última obra ¿Le gusta Shubert? (1998), con Emma Penella y Carmen Bernardos.
Desarrolló igualmente una prolífica carrera interpretativa en televisión desde principios de los años sesenta. A lo largo de 30 años fue uno de los rostros más habituales en la pequeña pantalla española, actuando con asiduidad para TVE en espacios como Primera fila, Hora once, Novela y Estudio 1 y en las series Fernández, punto y coma (1963-1964), de Adolfo Marsillach, Teresa de Jesús (1984), de Josefina Molina o Historias del otro lado (1991), de José Luis Garci.
También con Garci tuvo la oportunidad de intervenir en tres importantes títulos cinematográficos, dentro de sus escasas incursiones en la gran pantalla: Canción de cuna (1994), La herida luminosa (1997) y El abuelo (1998).
Sin embargo, una de las facetas más destacadas de su carrera fue la de actriz de doblaje. Puso voz a Sofia Loren, Lauren Bacall, Stephanie Beacham, Anouk Aimée, Lauren Bacall, Jacqueline Bisset o Rita Hayworth. Pero sobre todo fue la voz en castellano de Ingrid Bergman en la mítica Casablanca. Otro papel destacado fue doblando a Glenn Close en "Las amistades peligrosas" y el de Anouk Aimée en "La dolce vita", entre otros muchos papeles.
Estuvo casada con el productor y guionista Juan Miguel Lamet, con el que tuvo dos hijos.

## Trayectoria en televisión
- Hermanas
  - Dad y se os dará (1 de enero de 1998)
- Historias del otro lado
  - El Gran Truco (12 de junio de 1991)
  - Luciérnagas (24 de enero de 1996)
  - Eternamente (31 de enero de 1996)
  - Regalo de Navidad (7 de febrero de 1996)
- El mundo de Juan Lobón (1989)
- Escalera interior, escalera exterior (1986)
- Teresa de Jesús (1984)
- Mujeres insólitas 
  - Nuestra Señora de Termidor (22 de febrero de 1977)
- El Teatro
  - Usted tiene ojos de mujer fatal (13 de enero de 1975)
- Noche de teatro 
  - El abogado del diablo (13 de septiembre de 1974)
- Los Libros
  - La montaña mágica (1974) (7 de mayo de 1974)
- Teatro breve
  - Fernando Casado vuelve a escena (21 de agosto de 1971)
- Páginas sueltas
  - La noria de los sueños (27 de octubre de 1970)
- Teatro de siempre 
  - Deirdre de los dolores (30 de junio de 1967)
  - De fuera vendrán que de casa nos echarán (13 de julio de 1970)
  - Boquitas pintadas (29 de mayo de 1972)
- Historias para no dormir
  - La alarma 2 (1 de enero de 1966)
  - La alarma (1 de enero de 1966)
- Estudio 1
  - La rosa de los vientos (6 de octubre de 1965)
  - La anunciación de María (22 de diciembre de 1965)
  - La dama del mar (9 de noviembre de 1966)
  - La gaviota (28 de junio de 1967)
  - Asia (28 de mayo de 1968)
  - Tío Vania (11 de noviembre de 1969)
  - No habrá guerra de Troya (30 de abril de 1971)
  - Llegaron a una ciudad (28 de julio de 1972)
  - Deseo bajo los olmos (19 de enero de 1976)
  - La Dama Duende (14 de febrero de 1979)
  - La plaza de Berkeley (9 de diciembre de 1979)
- Teatro de humor 
  - Cuatro corazones con freno y marcha atrás (22 de noviembre de 1964)
- Gran teatro
  - El amor de los cuatro coroneles (5 de abril de 1964)
- Fernández, punto y coma  (1963-1964)
- Novela
  - El doctor y el polizón (8 de julio de 1963)
  - Tres preguntas al destino (1 de octubre de 1963)
  - Llegada de noche (27 de enero de 1964)
  - Una mujer llega (18 de mayo de 1964)
  - Mujercitas (30 de noviembre de 1964)
  - Canción de cuna (20 de diciembre de 1964)
  - El alma prestada (6 de septiembre de 1965)
  - Resurrección (15 de febrero de 1966)
  - Más allá del milagro (5 de abril de 1966)
  - El tren expreso (11 de abril de 1966)
  - Levántate y lucha (26 de abril de 1966)
  - Ana Karenina (3 de noviembre de 1975)
- Canción de cuna (20 de diciembre de 1964)
- Primera fila
  - Y amargaba (7 de junio de 1963)
  - Malvaloca (21 de junio de 1963)
  - El árbol de los Linden (23 de octubre de 1963)
  - La casa de la noche (26 de febrero de 1964)
  - La bella desconocida (26 de agosto de 1964)
- Las enfermeras (1963)

## Premios
Medallas del Círculo de Escritores Cinematográficos
| Año  | Categoría               | Película         | Resultado |
| ---- | ----------------------- | ---------------- | --------- |
| 1976 | Mejor actriz de reparto | Colorín colorado | Ganadora  |